# HAT-P-33
HAT-P-33 är en ensam stjärna belägen i norra delen av stjärnbilden Tvillingarna. Den har en skenbar magnitud av ca 11,75 och kräver ett teleskop för att kunna observeras. Baserat på parallax enligt Gaia Data Release 3 på ca 2,42 mas beräknas den befinna sig på ett avstånd av ca 1 350 ljusår (ca 413 parsec) från solen. Den rör sig bort från solen med en heliocentrisk radialhastighet av ca 23 km/s. 
  

## Egenskaper
HAT-P-33 är en gul till vit stjärna i huvudserien av spektralklass F. Den har en massa av ca 1,4 solmassa, en radie av ca 1,6 solradie och utsänder energi från dess fotosfär motsvarande ca 4,2 gånger solen vid en effektiv temperatur av ca 6&nbsp450 K. Sökning med adaptiv optik på MMT Observatory efter en följeslagare gav negativt resultat.

## Planetsystem
Den transiterande heta Jupiter-exoplaneten som kretsar kring HAT-P-33 upptäcktes av HATNet-projektet 2011. Ett försök att upptäcka transittidsvariationer på grund av andra planeter hittade inga.
| Planet | Massa          | Halv storaxel (AE) | Siderisk omloppstid (d) | Excentricitet     | Inklination    | Radie              |
| ------ | -------------- | ------------------ | ----------------------- | ----------------- | -------------- | ------------------ |
| b      | 0,72 ± 0,12 MJ | 0,0505 ± 0,0018    | 3,47447472 ± 0,00000088 | 0,180 +0,11−0,096 | 88,2 +1,2−1,3° | 1,87 +0,26−0,20 RJ |